# Bartow County
Bartow County är ett administrativt område i delstaten Georgia, USA, med 100 157 invånare. Den administrativa huvudorten (county seat) är Cartersville.

## Geografi
Enligt United States Census Bureau har countyt en total area på 1 218 km². 1 190 km² av den arean är land och 28 km² är vatten.

### Angränsande countyn
- Gordon County, Georgia - nord
- Pickens County, Georgia - nordost
- Cherokee County, Georgia - öst
- Cobb County, Georgia - sydost
- Paulding County, Georgia - syd
- Polk County, Georgia - sydväst
- Floyd County, Georgia - väster

### Orter
- Adairsville
- Cartersville (huvudort)
- Emerson